# Pythagoreion
Pythagoreion là một địa điểm khảo cổ của thị trấn Samos cổ xưa nằm trên đảo Samos, Hy Lạp. Ngày nay nó nằm trong khu vực thị trấn hiện đại Pythagoreio, từ đó nó có tên như hiện tại. Tại đây chứa các di tích khảo cổ Hy Lạp và La Mã cổ đại, cùng một đường hầm cổ nổi tiếng thế giới được gọi là đường hầm Eupalinos hay cống Eupalinia, một hệ thống thủy lợi cổ có từ thế kỷ 6 TCN. Cùng với Heraion của Samos, Pythagoreion đã được TUNESCO công nhận là di sản thế giới từ năm 1992..